# Chiesa dei Santi Bernardo e Carlo
La chiesa dei Santi Bernardo e Carlo, o anche solo chiesa di San Bernardo di Mentone, è la parrocchiale di Chiesa, frazione del comune sparso di Formazza, in provincia del Verbano-Cusio-Ossola e diocesi di Novara; fa parte dell'unità pastorale di Domodossola.

## Storia

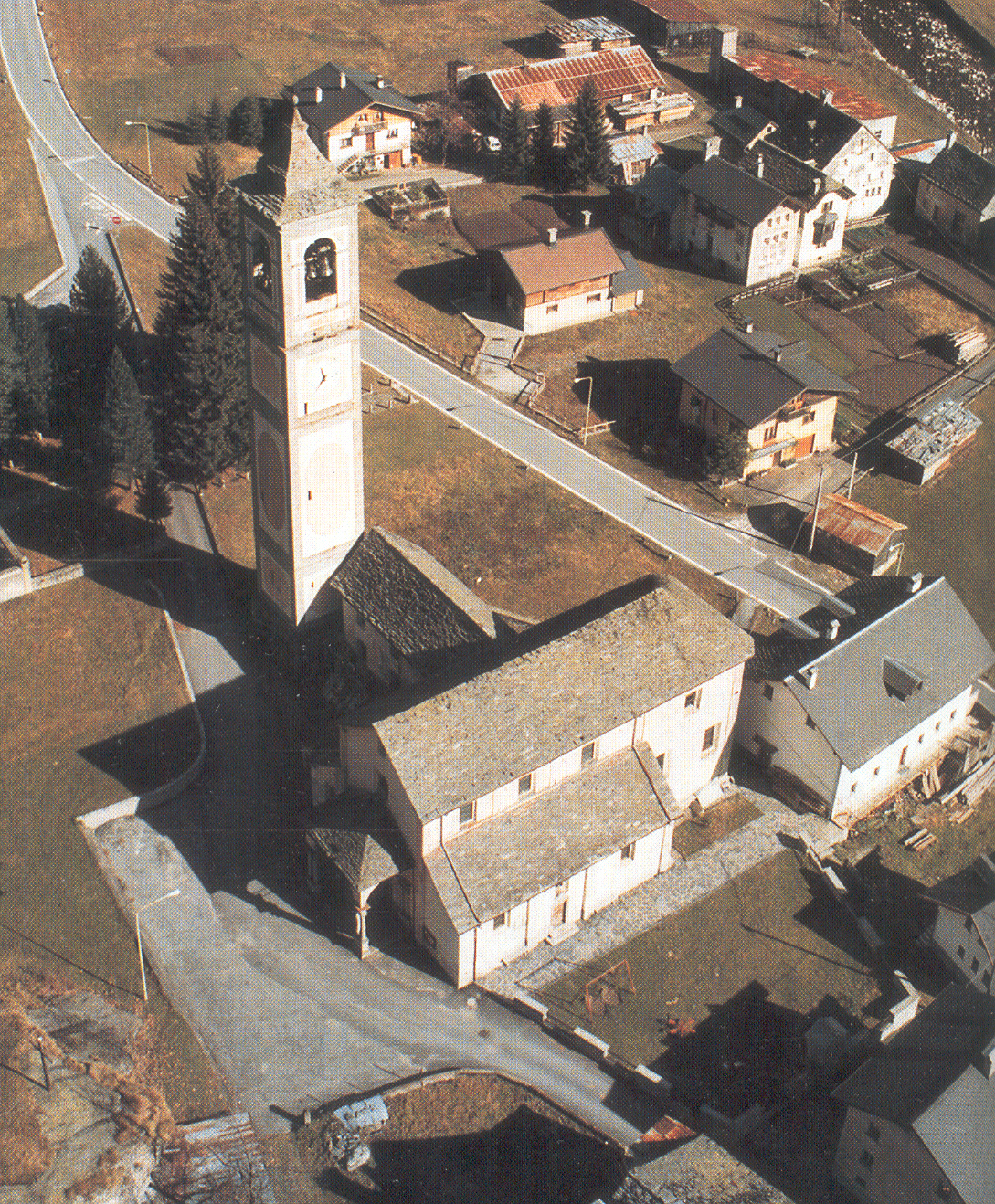
La chiesa vista dall'alto

A partire dal XII secolo, allorché i walser si stabilirono nella vallata, gli abitanti del luogo per assistere alle funzioni religiose dovevano recarsi alle pievi di Baceno o di Crodo.
Siccome raggiungerle era poco agevole in inverno, il vescovo di Novara permise ai formazzini di erigere in paese un oratorio, in cui officiava di tempo in tempo un sacerdote inviato dalla matrice di San Gaudenzio.
Questa cappella fu consacrata nel 1398 e nel medesimo anno divenne parrocchiale; la chiesa venne ricostruita nel XVII secolo e nello stesso periodo all'originaria dedicazione a san Bernardo d'Aosta fu aggiunta quella a San Carlo Borromeo. 

Nel 1775 l'edificio venne interessato da un intervento di ampliamento.

## Descrizione

### Esterno
La facciata a salienti della chiesa, rivolta a occidente e anticipata dal portico voltato a crociera e caratterizzato da colonne binate sorreggenti archi a tutto sesto, presenta centralmente il portale d'ingresso e due finestre, mentre nelle ali laterali si aprono due ulteriori finestre di forma rettangolare.
Annesso alla parrocchiale è il campanile a base quadrata, suddiviso da cornici marcapiano in più registri; la cella presenta una monofora per lato ed è coronata dalla guglia.

### Interno
All'interno dell'edificio sono conservate diverse opere di pregio, tra cui i dipinti, rinnovati nel 1935.